# Verdal (Noruega)
|  | Aquest article és sobre el municipi noruec. Per veure la varietat d'olivera, vegeu Verdal. |

Verdal és un municipi situat al comtat de Trøndelag, Noruega. Té 14.334 habitants i una superfície de 1.547.73 km². El centre administratiu del municipi és el poble de Verdalsøra.

## Etimologia
La forma en nòrdic antic del nom era Veradalr (de la paraula Verardalr). El primer element és el cas genitiu del nom del riu View (ara es diu Verdalselva) i l'últim element és darl, que significa 'vall'. El significat del nom del riu és probablement 'la calma'. El nom va ser històricament lletrejat Værdalen.

## Història

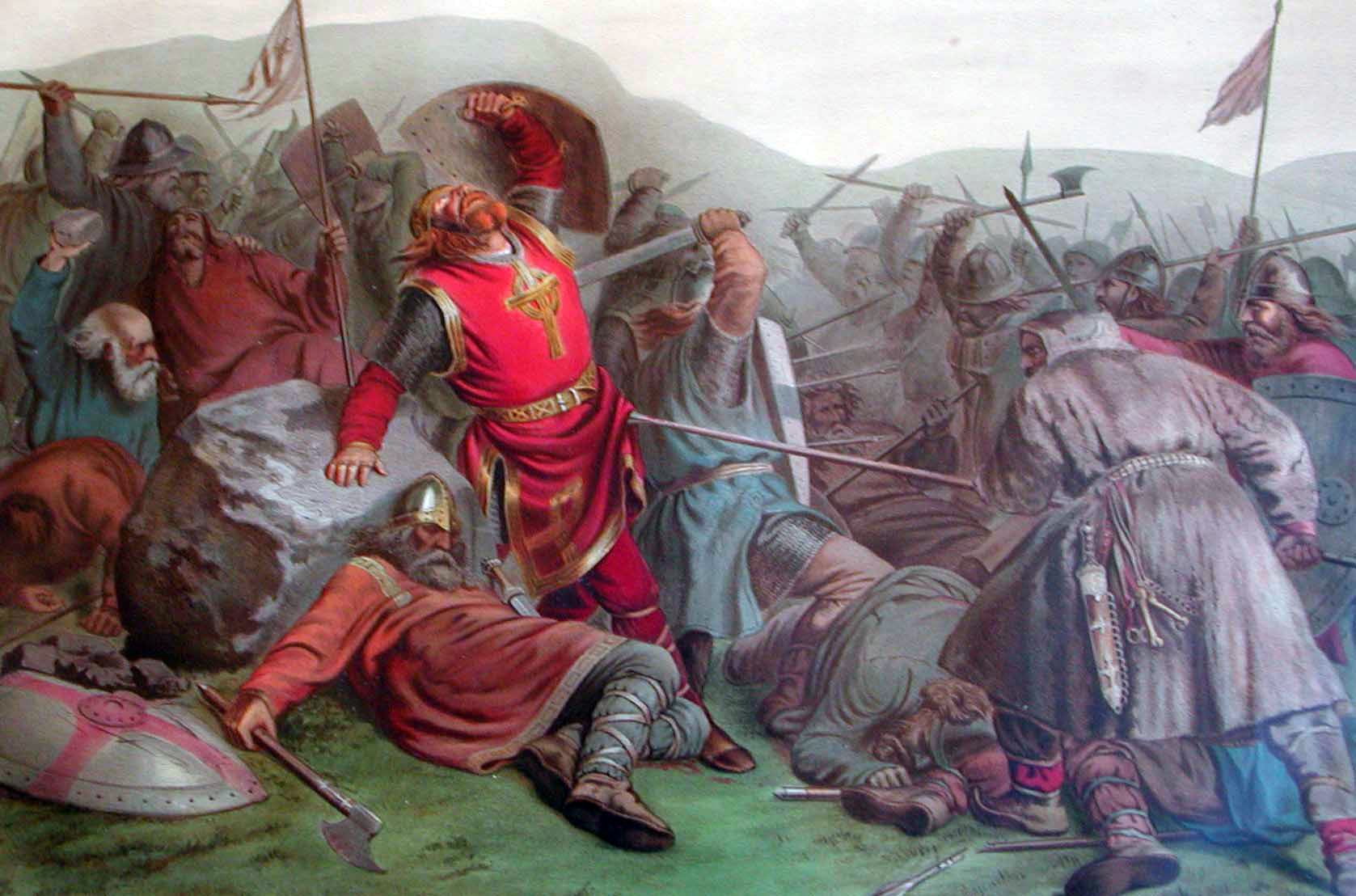
Mort d'Olaf II de Noruega a Stiklestad

### Batalla de Stiklestad
La batalla més famosa en la història de Noruega, la batalla de Stiklestad, tingué lloc a Stiklestad (Verdal) l'any 1030. L'església de Stiklestad es construí després al lloc on el rei Olaf II de Noruega morí durant la batalla. Olavsstøtta, un monument dedicat a Olaf, fou erigit el 1807 per commemorar la Batalla de Stiklestad.

### LaVerdalsraset

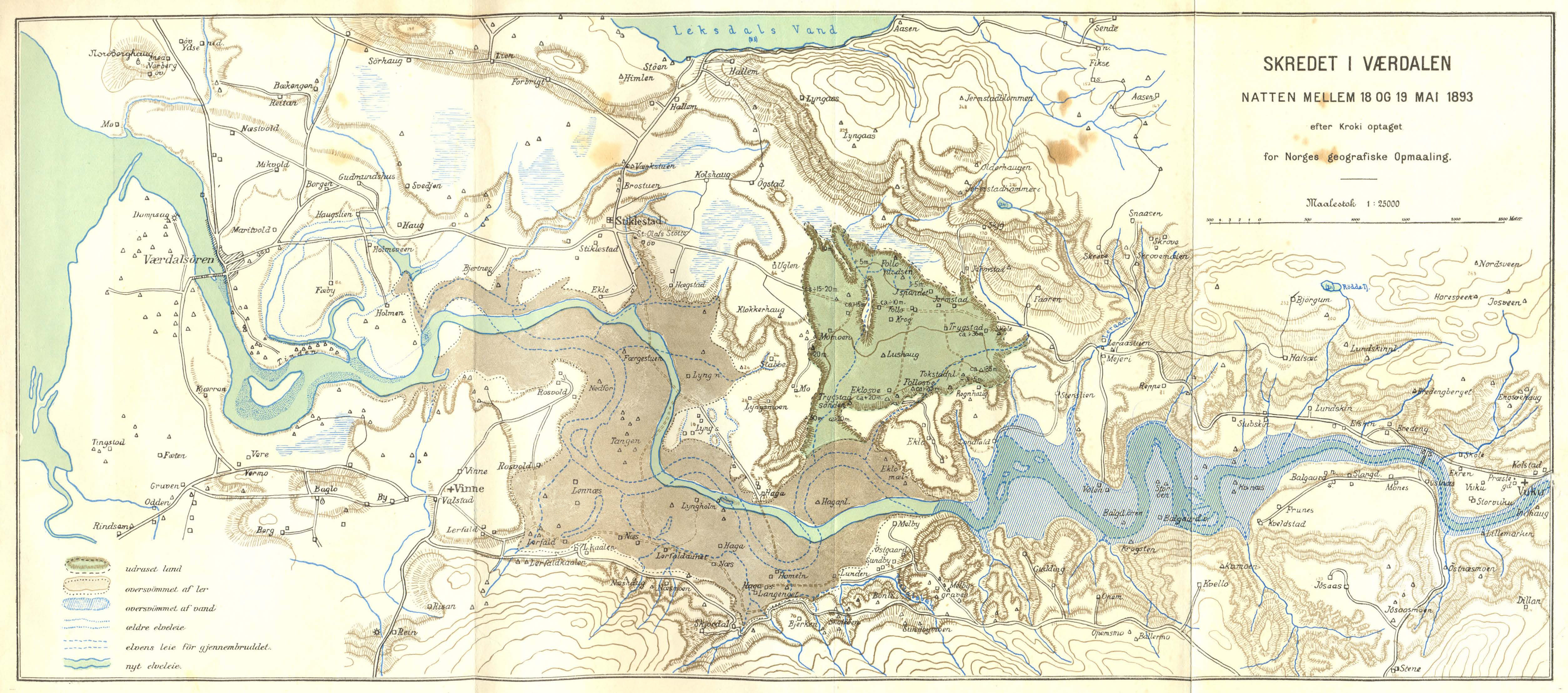
Mapa de les zones afectades per la Verdalsraset.

La nit del 19 de maig de 1893 tingué lloc a Verdal l'esllavissada més mortífera de la història moderna de Noruega, coneguda com a Verdalsraset. Aquella nit moriren 116 persones i almenys 500 animals quan foren arrasades aproximadament 100 granges. Les causes d'aquesta esllavissada foren un hivern humit i diverses inundacions de primavera. L'esllavissada es va endur uns 60 milions de metres cúbics d'argila, i remodelà completament la topografia de la zona movent fins i tot el curs del riu.

### Història municipal
El municipi de Værdalen s'establí l'1 de gener de 1838. És un dels pocs municipis de Noruega que no han modificat la frontera des del seu establiment.

## Escut d'armes
L'escut d'armes és modern; s'hi va concedir el 15 de desembre de 1972. Mostra una creu d'or sobre un fons vermell. La creu prové d'una gran pintura de la catedral de Nidaros a Trondheim, en la qual es mostra la mort del rei Olaf II de Noruega (sant Olaf). Ell va morir en la batalla de Stiklestad, en l'actual municipi de Verdal. En la pintura, sosté un escut amb la creu típica. Per commemorar la batalla, es va agafar la creu per a l'escut d'armes del municipi.

## Geografia

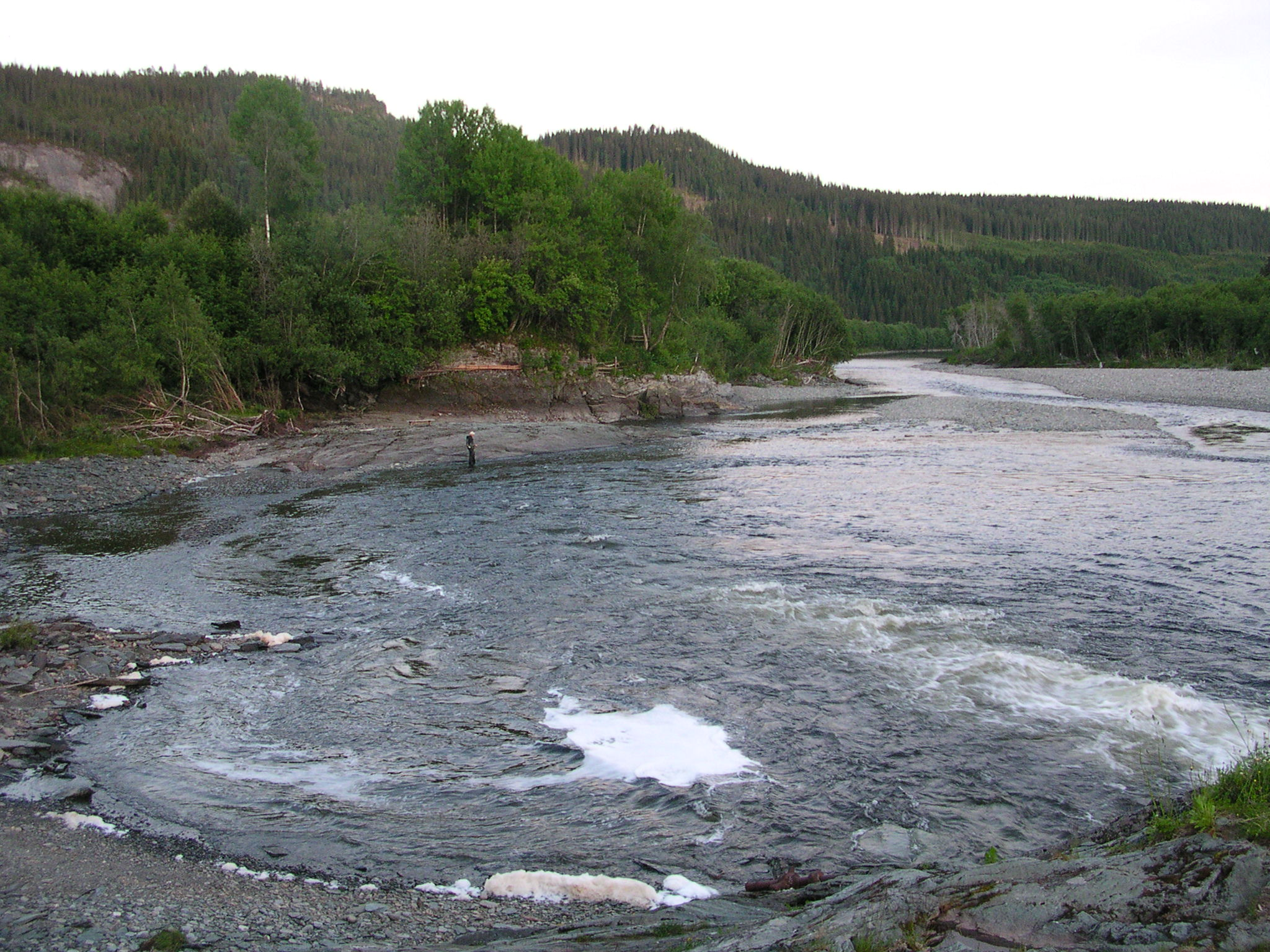
Part del Verdalselva

Verdal se centra a la vall de Verdal. El riu Verdalselva transcorre per la vall fins a desembocar al fiord de Trondheim, al poble de Verdalsøra. Els rius Helgåa i Inna s'uneixen a Vuku per formar el Verdalselva. El gran llac Leksdalsvatnet es troba a la frontera Verdal-Steinkjer. L'extrem sud del gran parc nacional de Blåfjella-Skjækerfjella es troba a la part nord-est del Verdal. Rinnleiret és una zona de platja al llarg de la frontera Levanger-Verdal a l'oest.

## Economia
La indústria d'offshore i l'agricultura són dues de les parts més importants de l'economia de Verdal. Malgrat la seva petita grandària, Verdal és un municipi amb gran personalitat i amb integritat cultural. El municipi també és conegut pels grans premis de loteria que hi han tocat al llarg dels últims anys; de fet, a Noruega és considerat un Lotto-bygd (lloc petit amb alta concentració de premis de loteria).

## Cultura

### Råning
Aquesta cultura és coneguda pels joves interessats en els cotxes, que passen la major part del seu temps a millorar i estilitzar els seus cotxes, i després els condueixen en una ruta pel centre de la ciutat. Això no sols és positiu, sinó que mostra certa indiferència general per les lleis i reglaments comuns. Les persones que viuen al centre de la ciutat són a vegades molestades pel soroll, per la música que es reprodueix a un volum alt en els seus cotxes.

### Stiklestad
Verdal és la ubicació del Centre Nacional de Cultura Stiklestad. El drama de Sant Olav s'interpreta aquí en un escenari obert cada any durant el mes de juliol. L'obra se centra en els esdeveniments que van tenir lloc durant la batalla de Stiklestad.

### Esglésies
L'Església de Noruega té quatre parròquies (sokn) al municipi de Verdal. És part del deganat de Sør-Innherad i la diòcesi de Nidaros.
| Parròquia (Sokn) | Nom de l'església      | Localització de l'església | Any de construcció |
| ---------------- | ---------------------- | -------------------------- | ------------------ |
| Stiklestad       | Església de Stiklestad | Stiklestad                 | 1180               |
| Stiklestad       | Capella de Verdalsøra  | Verdalsøra                 | 1969               |
| Vera             | Capella de Vera        | Vera                       | 1899               |
| Vinne            | Capella de Vinne       | Vinne                      | 1817               |
| Vuku             | Capella de Vuku        | Vuku                       | 1655               |

## Transports
La ruta europea E06 transcorre de nord a sud a través de Verdalsøra, que connecta el municipi amb Steinkjer al nord i Levanger al sud. La línia ferroviària de la línia de Nordland també transcorre de nord a sud pel municipi. Hi ha dues estacions a Verdal: la de Verdalsøra i la de Bergsgrav.